# Oeste Potiguar
Oeste Potiguar is een van de vier mesoregio's van de Braziliaanse deelstaat Rio Grande do Norte. Zij grenst aan de mesoregio's Central Potiguar, Agreste Potiguar en Mata Paraibana (PB). De mesoregio heeft een oppervlakte van ca. 21.167 km². In 2006 werd het inwoneraantal geschat op 781.439.
Vier microregio's behoren tot deze mesoregio:
- Chapada do Apodi
- Médio Oeste
- Mossoró
- Pau dos Ferros
- Serra de São Miguel
- Umarizal
- Vale do Açu

Mesoregio's: Agreste Potiguar · Central Potiguar · Leste Potiguar · Oeste Potiguar

Microregio's: Angicos · Agreste Potiguar · Baixa Verde · Borborema Potiguar · Chapada do Apodi · Litoral Nordeste · Litoral Sul · Macaíba · Macau · Médio Oeste · Mossoró · Natal · Pau dos Ferros · Seridó Ocidental · Seridó Oriental · Serra de São Miguel · Serra de Santana · Umarizal · Vale do Açu